# Самсонівка (зупинний пункт)
Самсо́нівка — залізничний пасажирський зупинний пункт Луганської дирекції Донецької залізниці.
Розташований поблизу села Придорожне, Сорокинський район, Луганської області на лінії Кіндрашівська-Нова — Довжанська між станціями Новосвітлівський (18 км) та Сімейкине-Нове (6 км).
Через військову агресію Росії на сході України транспортне сполучення припинене. Лінія не діюча з 2007 року. Лінію в майбутньому передбачено демонтувати.